# Dyskografia Aly & AJ

## Albumy

### Albumy studyjne
| Rok                                                                 | Szczegóły albumu                                                                                        | Najwyższa pozycja w notowaniu | Najwyższa pozycja w notowaniu | Najwyższa pozycja w notowaniu | Wyróżnienia |
| Rok                                                                 | Szczegóły albumu                                                                                        | US                            | UK                            | JP                            | Wyróżnienia |
| ------------------------------------------------------------------- | --- | ----------------------------- | ----------------------------- | ----------------------------- | ----------- |
| 2005                                                                | Into the Rush - Wydany: 16 sierpnia 2005 Deluxe Edition: 8 sierpnia 2006 - Wytwórnia: Hollywood Records | 36                            | —                             | —                             | - US: Złoto |
| 2007                                                                | Insomniatic - Wydany: 10 lipca 2007 Deluxe Edition: 5 marca 2008 (JP) - Wytwórnia: Hollywood Records    | 15                            | 72                            | 90                            |             |
| "–" oznacza wydania nie notowane lub brak wydania w danym państwie. | |                               |                               |                               |             |

#### Jako 78violet
| Rok  | Szczegóły albumu                        | Najwyższa pozycja w notowaniu | Najwyższa pozycja w notowaniu | Najwyższa pozycja w notowaniu | Wyróżnienia |
| Rok  | Szczegóły albumu                        | US                            | UK                            | JP                            | Wyróżnienia |
| ---- | --------------------------------------- | ----------------------------- | ----------------------------- | ----------------------------- | ----------- |
| 2010 | 78violet - Wydany: bd. - Wytwórnia: bd. | bd.                           | bd.                           | bd.                           | bd.         |

### Albumy świąteczne

#### Jako Aly & AJ
| Rok                                                                 | Szczegóły albumu                                                                                       | Najwyższa pozycja w notowaniu | Najwyższa pozycja w notowaniu | Najwyższa pozycja w notowaniu |
| Rok                                                                 | Szczegóły albumu                                                                                       | US                            | UK                            | JP                            |
| ------------------------------------------------------------------- | --- | ----------------------------- | ----------------------------- | ----------------------------- |
| 2006                                                                | Acoustic Hearts of Winter - Album Świąteczny - Wydany: 26 września 2006 - Wytwórnia: Hollywood Records | 78                            | —                             | —                             |
| "–" oznacza wydania nie notowane lub brak wydania w danym państwie. | |                               |                               |                               |

## Single
| Rok                                                                 | Tytuł                       | Najwyższa pozycja w notowaniu | Najwyższa pozycja w notowaniu | Najwyższa pozycja w notowaniu | Najwyższa pozycja w notowaniu | Najwyższa pozycja w notowaniu | Najwyższa pozycja w notowaniu | Najwyższa pozycja w notowaniu | Wyróżnienia   | Album                        |
| Rok                                                                 | Tytuł                       | US                            | US Pop                        | CA                            | UK                            | IE                            | NO                            | AU                            | Wyróżnienia   | Album                        |
| ------------------------------------------------------------------- | --------------------------- | ----------------------------- | ----------------------------- | ----------------------------- | ----------------------------- | ----------------------------- | ----------------------------- | ----------------------------- | ------------- | ---------------------------- |
| 2005                                                                | "Rush"                      | 59                            | 44                            | —                             | —                             | —                             | —                             | —                             | - US: Złoto   | Into the Rush                |
| 2006                                                                | "Chemicals React"           | 50                            | 36                            | —                             | —                             | —                             | —                             | —                             | - US: Złoto   | Into the Rush Deluxe Edition |
| 2006                                                                | "Greatest Time of Year"     | 96                            | 72                            | —                             | —                             | —                             | —                             | —                             |               | Acoustic Hearts of Winter    |
| 2007                                                                | "Potential Breakup Song"[A] | 17                            | 19                            | 72                            | 22                            | 16                            | 18                            | —                             | - US: Platyna | Insomniatic                  |
| 2008                                                                | "Like Whoa"[A]              | 63                            | 47                            | 66                            | —                             | —                             | —                             | 92                            | - US: Złoto   | Insomniatic                  |
| "–" oznacza wydania nie notowane lub brak wydania w danym państwie. |                             |                               |                               |                               |                               |                               |                               |                               |               |                              |

Adnotacje
- A ^ – "Potential Breakup Song" i "Like Whoa" nigdy nie zostały oficjalnie wydane jako single w Kanadzie i Australii, ale znalazły się w notowaniach dzięki dużej liczbie pobrań.

### Inne wydania
| 2005                              | "Do You Believe in Magic" | —  | Into the Rush |
| 2005                              | "No One"                  | —  | Into the Rush |
| 2005                              | "Walking on Sunshine"     | —  | Into the Rush |
| 2006                              | "Never Far Behind"        | 28 | Into the Rush |
| 2006                              | "On the Ride"             | —  | Into the Rush |
| 2006                              | "Shine"                   | —  | Into the Rush |
| 2007                              | "Something More"          | —  | Into the Rush |
| "–" oznacza wydania nie notowane. |                           |    |               |

### Występy gościnne
| Rok  | Tytuł                             | Album                              | Adnotacje                                                                                 |
| ---- | --------------------------------- | ---------------------------------- | ----------------------------------------------------------------------------------------- |
| 2005 | "Zip-a-Dee-Doo-Dah"               | DisneyMania 3                      |                                                                                           |
| 2005 | "Jingle Bell Rock"                | Radio Disney Jingle Jams 1 & 2     |                                                                                           |
| 2006 | "Rush" (Remix)                    | Girl Next                          |                                                                                           |
| 2007 | "Black Horse and the Cherry Tree" | Insomniatic Deluxe Edition         | Wersja akustyczna, nagrana specjalnie dla Yahoo! Music. Jest to cover utworu KT Tunstall. |
| 2008 | "We’re an American Band"          | Randy Jackson’s Music Club, Vol. 1 | (iTunes, Wal-Mart bonus track                                                             |

## DVD
- 2006: On the Ride

## Teledyski
| Rok  | Tytuł                     | Reżyser           |
| ---- | ------------------------- | ----------------- |
| 2005 | "Do You Believe in Magic" |                   |
| 2005 | "No One"                  |                   |
| 2005 | "Walking on Sunshine"     |                   |
| 2006 | "Rush"                    | Marc Webb         |
| 2006 | "On the Ride"             |                   |
| 2006 | "Chemicals React"         | Chris Applebaum   |
| 2006 | "Greatest Time of Year"   | Declan Whitebloom |
| 2007 | "Potential Breakup Song"  | Chris Applebaum   |
| 2007 | "Like Whoa"               | Scott Speer       |

## Trasy koncertowe
- 2005: The Cheetah Girls Cheetah-licious Christmas Tour
- 2005: Mini Mall tour
- 2006: Living Room Tour
- 2006: Holiday Season Tour
- 2007: Jingle Jam Tour
- 2008: Best of Both Worlds Tour
- 2008: Mini Summer Tour